# كارل مولر (ممثل مسرحي)
كارل مولر (بالألمانية: Gunnar Möller)‏ (و. 1928 – 2017 م) هو ممثل مسرحي، وممثل أفلام، وممثل تلفزي ألماني، يستخدم آلات بيانو، توفي في برلين، عن عمر يناهز 89 عاماً، بسبب خرف.

## وصلات خارجية
- كارل مولر على موقع IMDb (الإنجليزية)
- كارل مولر على موقع مونزينجر (الألمانية)
- كارل مولر على موقع ألو سيني (الفرنسية)
- كارل مولر على موقع أول موفي (الإنجليزية)
- كارل مولر على موقع قاعدة بيانات الأفلام السويدية (السويدية)
- كارل مولر على موقع ديسكوغز (الإنجليزية)
- كارل مولر على موقع قاعدة بيانات الفيلم (الإنجليزية)
- كارل مولر على موقع كينوبويسك (الروسية)